# Macrocarpaea viscosa
Macrocarpaea viscosa är en gentianaväxtart som först beskrevs av R. och P., och fick sitt nu gällande namn av Ernest Friedrich Gilg. Macrocarpaea viscosa ingår i släktet Macrocarpaea och familjen gentianaväxter. Inga underarter finns listade i Catalogue of Life.